# Герріт Вітсен
Герріт Вітсен (нід. Gerrit Witsen; д/н —1626) — голландський купець, що сприяв розбудові торговельних компаній Нідерландів, встановленню зв'язків з Північною Америкою, Африкою.

## Життєпис
Старший син заможного купця Якоба Гендірксона Вітсена, що 1557 року перебрався з Акерслота (Північна Голландія) до Амстердама. Про дату народження Герріта нічого невідомо. Був одружений спочатку з представницею знатного роду ван Ренегомів. У 1587 році після смерті батька разом з братом Корнелісом успадкував родинну справу, зокрема фірму «de Noord». Вони займалися вигідною торгівлею сіллю з Францією та Португалією, а також зерном у балтійських країнах.
У 1591 році Герріт Вітсен купив «lijnbaan op de Lastage» (район торгового міста). 1595 року після смерті брата продовжив торговельні справи з небожами Йонасом і Яном. У 1593 році, оскільки на той час його перша дружина померла, Вітсен оженився вдруге.
У 1604 році після смерті третьої дружини знову пошлюбив доньку представника міського патриціату. Близько 1605 року стає директором компанії в Гвіані, спрямовуючи туди експедиції, а в 1609 році купив верф на острові Маркен. У 1614 року злиття чотирьох компаній привело до створення «Compagnie van Nieuw-Nederland» (Товариства Нових Нідерландів). Одним з фундаторів нової компанії став Герріт Вітсен.
Водночас Герріт Вітсен був активним членом амстердамського магістрату. 1612 році на посаді судді сприяв призначенню Всааса Масси на посаду посланця республіки до Московського царства. 1614 року Герріт Вітсен нарівні з двома небожами Яном і Йонасом почав через штатгальтера Моріца Оранського торгівлю з Московських царством. Протягом 1610-х років активно діяв з розвитку торгівлі з Московією й через Московію до Персії Волгою. 1616 року домігся надання Генеральними Штатами патенту Компанії Нових Нідерландів на монопольну торгівлю в Північній Америці. 
У 1609, 1613 і 1618 роках був бургомістром міста і активно брав участь в третьому розширенні Амстердама. Значну увагу приділяв розвитку колонії Нові Нідерланди. 1622 року увійшов до директорату Голландської Вест-Індської компанії. Згодом спільно з небожем Йонасом доєднався до Антикальвіністської ліги, очоливши їїмодернове крило. Помер 1626 року.

## Родина
1. Дружина — Грета, донька Гіллебранда ван Ренеґома
дітей не було
2. Дружина — Грета, донька Балтуса Аппельманса
Діти:
- Артге (1599—1652), дружина Корнеліса Біккера, регента Амстердама

3. Дружина — Агнет Рейнст
дітей не було